# Método de precio
La definición de una orientación estratégica de precio es condicionada por vínculos internos y externos. El precio tiene que ser definido teniendo en cuenta las condiciones de eficiencia y eficacia operativa de la empresa y la estructura competitiva existente sobre el mercado. Sólo así es posible llegar a la definición de un precio rentable, adecuado para los compradores y apropiado por los competidores.
El proceso que conduce a la definición del precio de un producto se debe a:
1. Valerse de indicadores relativos a las condiciones de económicas interiores y a los cambios del mercado.
2. Valorar, comparando los resultados consiguientes del análisis basados en indicadores internos y externos, para llegar a la prefiguración de las alternativas estratégicas disponibles.
3. Optar por la línea estratégica coherente con la imagen de precio que la empresa quiere ofrecer, compatible con los vínculos emergentes.

Los métodos disponibles para la determinación del precio pueden ser:
1. Métodos a base costo: en este caso la base para la formulación del precio es constituida por los costes que la empresa sustenta por la producción y la comercialización del producto;
2. Métodos a base mercado: la base para la formulación del precio es constituida por el precio medio utilizado por los competidores directos.